# Clément Fecteau
Pour les articles homonymes, voir Fecteau.
Clément Fecteau (20 avril 1933 - 31 décembre 2017) est un prélat canadien de l'Église catholique. Il est évêque émérite du diocèse de Sainte-Anne-de-la-Pocatière dont il a été évêque de 1996 à 2008.

## Biographie
Clément Fecteau est né le 20 avril 1933 à Sainte-Marie-de-Beauce au Québec.
Il étudie au Grand Séminaire de Québec. Il est ordonné prêtre le 16 juin 1957 pour l'archidiocèse de Québec.
Le 17 juin 1989, il est nommé évêque auxiliaire de l'archidiocèse de Québec et évêque titulaire de Talaptula (de).
Le 20 octobre 1989, il est consacré à l'épiscopat par Louis-Albert Vachon, archevêque de Québec avec comme co-consécrateurs Jean-Paul Labrie (de) et Marc Leclerc (de).
Le 10 mai 1996, il devint évêque du diocèse de Sainte-Anne-de-la-Pocatière au Québec. Il occupe ce poste jusqu'à sa retraite le 18 octobre 2008.
Il a été membre de la commission liturgique de la conférence des évêques catholiques du Canada.
Il meurt le 31 décembre 2017.

## Agressions sexuelles
Clément Fecteau est cité dans une liste des agresseurs sexuels déposée dans le cadre de l’action collective contre l’archidiocèse de Québec.
Il aurait commis des attouchements et se serait exhibé devant un adolescent de 13 ans en 1987, dans un vestiaire du Séminaire de Québec et dans des bois.
En janvier 2024, un nouveau cas d'attouchements sur un adolescent de 16 ans, en 1974, est mis en lumière dans le cadre de l’action collective contre l’archidiocèse de Québec,.